# Ceriops australis
Ceriops australis (White) Ballment T.J.Sm. & J.A.Stoddart, 1989 è una pianta della famiglia Rhizophoraceae, diffusa nelle mangrovie costiere dell'Indonesia e dell'Australia settentrionale.